# Argonemertes hillii
O Argonemertes hillii é uma espécie de verme nemerteano da família Prosorhochmidae endémica da Austrália e encontrada a leste da Faixa de Great Dividing no norte de New South Wales e no sul de Queensland. Ele habita florestas húmidas, florestas de esclerofila seca e florestas tropicais e subtropicais, e geralmente é encontrado sob troncos. O seu estado de conservação é pouco preocupante.